# Klaus Pohl
Klaus Pohl (* 1. srpna 1941 Demmin, Německo) je bývalý východoněmecký zápasník, reprezentant v zápase řecko-římském. Startoval na dvou olympijských hrách, v roce 1972 v Mnichově vybojoval sedmé místo v kategorii do 74 kg. V roce 1965 vybojoval šesté místo na mistrovství světa. V roce 1966 vybojoval zlato a v roce 1967 bronz na mistrovství Evropy.